# Stephen Gyllenhaal
Stephen Roark Gyllenhaal ((ˈdʒɪlənhɔːl eller "JIL-ən-hawl"); født 4. oktober 1949) er en amerikansk filminstruktør og poet.

## Filmografi
- (1979) Exit 10
- (1985) Certain Fury
- (1990) A Killing in a Small Town (TV)
- (1990) Family of Spies
- (1991) Paris Trout
- (1992) Waterland
- (1993) A Dangerous Woman
- (1995) Losing Isaiah
- (1998) Homegrown
- (1999) Resurrection
- (2001) The Warden of Red Rock
- (2002) Living with the Dead
- (2006) Time Bomb (TV)
- (2007) Manchild
- (2011) Girl Fight
- (2011) Exquisite Continent
- (2011) Grassroots

## Eksterne links
- Officiel hjemmeside
- Stephen Gyllenhaal på Internet Movie Database (engelsk)
- Stephen Gyllenhaal på Filmdatabasen
- Stephen Gyllenhaal på Scope
- Stephen Gyllenhaal på Svensk Filmdatabas (svensk)
- Stephen Gyllenhaal på AlloCiné (fransk)
- Stephen Gyllenhaal på AllMovie (engelsk)
- Stephen Gyllenhaal på The Movie Database (engelsk)
- The Gyllenhaal name